# Sorabija
Sorabija – stowarzyszenie studentów działające w Lipsku. Założone zostało 10 grudnia 1716 jako Stowarzyszenie Łużyckich Kaznodziejów.

## Historia stowarzyszenia

### Pierwsze 50 lat
Dwa wieki po reformacji wykształcił się w Łużyczanach cel udostępnienia Pisma Świętego w ich ojczystym języku. Dwaj łużyccy studenci teologii na Alma Mater Lipsinensis opowiedzieli się za wykładaniem Biblii w językach łużyckich, aby dotrzeć do ludności łużyckiej słabo mówiącej po niemiecku. Przy pomocy akademickich profesorów spisali oni krótki katechizm. Dnia 10 lutego 1716 sześciu łużyckich studentów oficjalnie ogłosiło powstanie Wendisches Predigerkolloquium. Członkowie stowarzyszenia pozdrawiali się okrzykiem: "Soraborum saluti" ("Niechaj żyją Łużyczanie!"). Hymn organizacji brzmiał:
```
Sorabija - haleluja

Sorabija - haleluja

Zaklate - fufcich

Zaklate - fufcich

Hej !
```